# RKSVパンクラティウス
RKSVパンクラティウス（RKSV Pancratius）は、オランダ・北ホラント州バトフーフェドルプを拠点とするサッカークラブ。